# Новожиттівська сільська рада
Новожитті́вська сільська́ ра́да — адміністративно-територіальна одиниця та орган місцевого самоврядування в Чорнобаївському районі Черкаської області. Адміністративний центр — село Нове Життя.

## Загальні відомості
- Населення ради: станом на 2001 рік — 894 особи, зараз — 356 осіб[1]

## Населені пункти
Сільській раді підпорядковані населені пункти:
- с. Нове Життя
- с. Тарасівка

## Склад ради
Рада складається з 12 депутатів та голови.
- Голова ради: Таран Василь Іванович
- Секретар ради: Решетнікова Віта Петрівна

### Керівний склад попередніх скликань
| Прізвище, ім'я, по батькові | Основні відомості                                                         | Дата обрання | Дата звільнення |
| --------------------------- | ------------------------------------------------------------------------- | ------------ | --------------- |
| Топчій Микола Васильович    | Сільський голова, 1960 року народження, освіта вища, член Народної партії | 26.03.2006   | 31.10.2010      |
| Топчій Микола Васильович    | Сільський голова, 1960 року народження, освіта вища, член Партії регіонів | 31.10.2010   |                 |

Примітка: таблиця складена за даними сайту Верховної Ради України

### Депутати
За результатами місцевих виборів 2010 року депутатами ради стали:

#### За суб'єктами висування
| Суб'єкт висування | Кількість обраних депутатів | %  |
| ----------------- | --------------------------- | -- |
| Партія регіонів   | 6                           | 50 |
| Самовисування     | 6                           | 50 |

#### За округами
| № округу        | Прізвище, ім'я, по батькові  | Дата визнання обраним | Освіта             | Партійна приналежність | Відомості про обраного депутата                               |
| --------------- | ---------------------------- | --------------------- | ------------------ | ---------------------- | ------------------------------------------------------------- |
| Партія регіонів |                              |                       |                    |                        |                                                               |
| 4               | Сударик Любов Миколаївна     | 03.11.2010            | середня спеціальна | позапартійна           | Новожиттівська сільська рада, головний бухгалтер              |
| 5               | Петрунь Світлана Петрівна    | 03.11.2010            | середня спеціальна | позапартійна           | ТОВ ВКФ «Валтас», начальник дільниці                          |
| 7               | Скитиба Ніна Василівна       | 03.11.2010            | вища               | позапартійна           | Новожиттівський НВК, вчитель                                  |
| 9               | Шепель Антоніна Миколаївна   | 03.11.2010            | середня спеціальна | позапартійна           | Новожиттівський сільський будинок культури, художній керівник |
| 10              | Буц Ірина Григорівна         | 03.11.2010            | середня спеціальна | позапартійна           | приватний підприємець                                         |
| 11              | Черінько Наталія Василівна   | 03.11.2010            | вища               | позапартійна           | Новожиттівський НВК, вчитель                                  |
| Самовисування   |                              |                       |                    |                        |                                                               |
| 1               | Шадура Ганна Петрівна        | 03.11.2010            | середня спеціальна | позапартійна           | Чорнобаївське РайСТ, завідувачка магазину                     |
| 2               | Дейнека Ганна Миколаївна     | 03.11.2010            | середня спеціальна | позапартійна           | Новожиттівська сільська рада, секретар                        |
| 3               | Черінько Світлана Миколаївна | 03.11.2010            | середня            | позапартійна           | Новожиттівський НВК, кухар                                    |
| 6               | Черінько Наталія Олексіївна  | 03.11.2010            | середня спеціальна | позапартійна           | Новожиттівська сільська рада, спеціаліст                      |
| 8               | Городнича Віра Яківна        | 03.11.2010            | середня спеціальна | позапартійна           | Тарасівська сільська бібліотека, завідувачка                  |
| 12              | Троценко Василь Михайлович   | 03.11.2010            | середня спеціальна | позапартійний          | СТОВ «Надія», різноробочий                                    |